# Le Biot
Le Biot és un municipi francès situat al departament de l'Alta Savoia i a la regió d'Alvèrnia-Roine-Alps. L'any 2007 tenia 444 habitants.

## Demografia

### Població
El 2007 la població de fet de Le Biot era de 444 persones. Hi havia 161 famílies de les quals 47 eren unipersonals (34 homes vivint sols i 13 dones vivint soles), 42 parelles sense fills, 68 parelles amb fills i 4 famílies monoparentals amb fills.
La població ha evolucionat segons el següent gràfic:
Habitants censats

### Habitatges
El 2007 hi havia 762 habitatges, 179 eren l'habitatge principal de la família, 562 eren segones residències i 21 estaven desocupats. 365 eren cases i 337 eren apartaments. Dels 179 habitatges principals, 130 estaven ocupats pels seus propietaris, 45 estaven llogats i ocupats pels llogaters i 4 estaven cedits a títol gratuït; 13 tenien una cambra, 24 en tenien dues, 30 en tenien tres, 44 en tenien quatre i 68 en tenien cinc o més. 158 habitatges disposaven pel capbaix d'una plaça de pàrquing. A 73 habitatges hi havia un automòbil i a 92 n'hi havia dos o més.

### Piràmide de població
La piràmide de població per edats i sexe el 2009 era:
| Homes | Edats   | Dones |
| ----- | ------- | ----- |
| 0     | 95 o +  | 0     |
| 0     | 90 a 94 | 4     |
| 0     | 85 a 89 | 0     |
| 0     | 80 a 84 | 4     |
| 0     | 75 a 79 | 8     |
| 4     | 70 a 74 | 0     |
| 0     | 65 a 69 | 0     |
| 8     | 60 a 64 | 12    |
| 12    | 55 a 59 | 4     |
| 20    | 50 a 54 | 8     |
| 12    | 45 a 49 | 12    |
| 28    | 40 a 44 | 20    |
| 20    | 35 a 39 | 12    |
| 12    | 30 a 34 | 20    |
| 28    | 25 a 29 | 20    |
| 4     | 20 a 24 | 16    |
| 8     | 15 a 19 | 24    |
| 12    | 10 a 14 | 12    |
| 8     | 5 a 9   | 12    |
| 8     | 0 a 4   | 16    |

## Economia
El 2007 la població en edat de treballar era de 316 persones, 243 eren actives i 73 eren inactives. De les 243 persones actives 228 estaven ocupades (135 homes i 93 dones) i 14 estaven aturades (4 homes i 10 dones). De les 73 persones inactives 26 estaven jubilades, 20 estaven estudiant i 27 estaven classificades com a «altres inactius».

### Ingressos
El 2009 a Le Biot hi havia 176 unitats fiscals que integraven 439 persones, la mediana anual d'ingressos fiscals per persona era de 19.433 €.

### Activitats econòmiques
Dels 62 establiments que hi havia el 2007, 3 eren d'empreses alimentàries, 4 d'empreses de fabricació d'altres productes industrials, 10 d'empreses de construcció, 9 d'empreses de comerç i reparació d'automòbils, 1 d'una empresa de transport, 20 d'empreses d'hostatgeria i restauració, 2 d'empreses immobiliàries, 6 d'empreses de serveis, 4 d'entitats de l'administració pública i 3 d'empreses classificades com a «altres activitats de serveis».
Dels 11 establiments de servei als particulars que hi havia el 2009, 1 era un taller de reparació d'automòbils i de material agrícola, 1 guixaire pintor, 4 fusteries, 1 lampisteria, 1 empresa de construcció, 1 perruqueria, 1 restaurant i 1 tintoreria.
Dels 5 establiments comercials que hi havia el 2009, 1 era una botiga de més de 120 m², 1 una botiga de menys de 120 m², 1 una peixateria i 2 botigues de material esportiu.
L'any 2000 a Le Biot hi havia 10 explotacions agrícoles.

## Equipaments sanitaris i escolars
El 2009 hi havia una escola elemental.

## Poblacions properes
El següent diagrama mostra les poblacions més properes.